# 大阪大学医学部論文不正事件
大阪大学医学部論文不正事件は、2005年5月、大阪大学大学院医学系研究科の調査委員会（委員長は遠山正彌研究科長）による調査により、大阪大学医学部で研究不正が発覚した事件を端緒とする。
10年後の2015年に、この事件の調査に関わった教員の当時の論文を含む大阪大学医学部の30本近い論文について論文不正の疑いがある酷似画像が文科省に告発され、大阪大学医学部全体の組織的な捏造蔓延の可能性が指摘されている。

## 概要
2005年6月に、実験データの不適切な掲載を理由として、大阪大学医学部の下村伊一郎教授（内分泌・代謝内科）や竹田潤二教授（発生工学）らが 当時医学部生を筆頭著者として発表していた米医学誌「ネイチャー メディシン（Nature Medicine）」誌の論文（Nat Med. 2004 Nov;10(11):1208-15.）を撤回したと記者会見を行った。前山西研究科長よりこの件の引継ぎを受けていなかった遠山研究科長は直ちに調査委員会を設けた。大阪大学医学部の調査委員会による研究不正に関する調査報告書は、「下村・竹田両教授による筆頭著者に対する研究指導、共同指導および監督は不十分であった。」「両教授が研究者・教育者として適切な対応を取っていれば、データ捏造に気付くチャンスは十分にあった。」と結論した。「ネイチャー メディシン」に掲載された論文について、調査委員会前の両教授による記者会見では、筆頭著者がデータの改ざんを認めたとされたが、調査委員会において、筆頭著者は自身による不正行為を否定した。また、調査委員会前に両教授が記者会見を行ったこと、主要な調査委員に両教授と共著がある教授（長田重一、宮崎純一など）が含まれていたことも、学内から批判があった。遠山研究科長はBTJジャーナルにおけるインタビューでも「筆頭著者の学生の話をもっと聞けば良かった」とコメントしている。
同委員会による調査により、「ネイチャー メディシン」の論文に関わるデータについて、両教授らが遺伝子組み換え実験および動物実験申請の無届けで実施していたうえ、動物実験委員会の許可を得ていないにもかかわらず、当論文中では”許可を得た”と虚偽の記載をしていたことも明らかにされた。。医学系研究科教授会は両教授に３か月の停職妥当の結論を出した。
また当該教授出身講座などよりの減刑の執拗な嘆願を受けた宮原総長は大阪大学教育研究評議会において新たに調査委員会（鈴木直委員長、当時副学長）を立ち上げるも、最終的に医学系研究科の処分より数段甘い処分を下した。大阪大学教職員就業規則第37条第第2項第3号により、指導教授2名が停職14日および1ヶ月の懲戒処分、筆頭著者を直接指導する立場にあった第２著者である特任研究員が戒告処分となった。この甘い処分に不満を示した医学系研究科長は大学執行部主催の処分に関する記者会見において大学執行部との同席を拒否した。一流雑誌に掲載された論文が捏造により撤回される事態となったにもかかわらず、論文のコレスポンディングオーサー（責任著者）であったり研究室責任者であった両教授らに対する懲戒処分の緩和には批判が起こった。例えば、当時、京都大学教授の柳田充弘氏は、「捏造論文公表についての大阪大学の甘い対応は致命的エラーである」「大々的な捏造論文を出しても軽い処分ですむなら、今後捏造者がまず減ることはないだろう」と批判した。
なお、筆頭著者だった学生が「調査委員会前に虚偽の記者会見を行われた」として指導教授2名を訴えた。しかし、当学生の損害賠償を求める訴訟では、学内での実質的処分がないことから、損害賠償は認められなかった。
その後、2007年10月には、下村教授の研究室から発表された「サイエンス（Science）」誌の論文（Science. 2005 Jan 21;307(5708):426-30）も、再現性が取れなかったとして撤回された。当Science論文は、ビスファチン（Visfatin）がインスリンに似た機能を有し、インスリン受容体に結合し血糖値を下げる働きをするという実験結果を発表したもので、これまでの医学界の常識を覆すものであり、下村教授らは、ビスファチンのアミノ酸配列を元にしたタンパク質が、インスリンシグナル伝達促進活性を有し、糖代謝関連疾患の治療剤または予防剤になりうるとして特許を申請していた。実際に、Howard Hughes Medical InstituteのMorris Birnbaumペンシルベニア大学教授は、「下村教授らによるインスリン様機能を有するビスファチンの発見は、糖尿病患者における血糖値を下げる為の新しい治療方法につながりうる。」と評価していた。下村教授らは医学系研究科としての処分が決定される教授会で3年以内に再現性を証明すると言明したが、いまだに再現性は証明されていない。なお、ネイチャーメディシンの筆頭著者はこのサイエンス誌に名前はなかった。ネイチャーメディシン誌とサイエンス誌の指導的立場を表す第2著者は共通であった。また、遠山医学部長はこの共通の第2著者の助教昇任を認めなかった。

2015年の年初に、この事件の調査委員会に関与した教員が出版した論文を含む大阪大学医学系の28本の論文について、不正が疑われる画像が掲載されていることが文科省に告発された。この28本の件については、責任著者が別の論文捏造事件で懲戒解雇された1本の論文を除く27本について予備調査を行い、2015年4月8日までに、1本については疑義を否定し、7本については不注意による誤使用と判断し、残りの19本については「データが残っていないため不正の事実が確認できず、これ以上の調査は困難」として調査を打ち切った。

## 下村教授、竹田教授らの論文撤回事件に言及した論文、書物、資料の一覧
- 論文タイトル：Misconduct accounts for the majority of retracted scientific publications (Proc Natl Acad Sci U S A. 2012 Oct 16;109(42):17028-33. doi: 10.1073/pnas.1212247109.)（著者：Ferric C. Fanga, R. Grant Steenc, Arturo Casadevall）[28]
  - このProc Natl Acad Sci U S A誌の論文は、撤回されたFukuharaらの「サイエンス」誌の論文を、撤回告知後も引用されつづけた論文の一例としてあげた。また、補足情報（the Supporting Information）のテーブル図（Table_S01）にて、「ネイチャー メディシン」誌の撤回論文を、不正(fraud）を原因として撤回された論文として、統計データに加えている。[29]

- 文部科学省の「科学技術・学術審議会 研究活動の不正行為に関する特別委員会（第1回)（平成18年3月17日） 」における「資料5」[30]において、研究活動における不正行為の代表的事例の一つとして挙げられた。さらに、「別紙2（教育研究評議会で決定した処分の概要について）」[5]において、大阪大学医学部調査委員会の調査結果の詳細が紹介された。この文部科学省による特別委員会により、「研究活動の不正行為への対応のガイドライン」が提言され、[31]、各大学や研究機関で研究不正行為の告発受付窓口の設置が促進された[32]。
- Scientific Misconduct in Japan: The Present Paucity of Oversight Policy （日本における研究不正：現在の管理方針の不備）（Cambridge Quarterly of Healthcare Ethics 15 (03):294-297 (2006)）、著者：Brian Taylor Slingsby, Satoshi Kodama, Akira Akabayashi
  - Slingsbyらは、著作「Scientific Misconduct in Japan」において、近年の日本における研究公正および不正に関する指針、行動規範、ガイドラインの整備につながった誘発要因として、多くの関心を呼んだ事件が原因であるとし、そのうちの一つとして、「ネイチャー メディシン」誌の論文捏造事件に言及した[33]。
  - 同様に、カナダの研究公正委員会（The Canadian Research Integrity Committee）の報告書「The State of Research Integrity and Misconduct Policies in Canada (HAL Research Integrity Study)」[34]でも「ネイチャー メディシン」誌の論文捏造事件が、言及された。